# Louis Gabriel de Froulay
Louis Gabriel de Froulay (1694-1766) fait partie de l'ordre de Saint-Jean de Jérusalem, diplomate de son Ordre.

## Biographie
Il est reçu dans l'ordre de Saint-Jean de Jérusalem au grand prieuré d'Aquitaine en 1711, fit ses caravanes pour devenir chevalier et faire ses vœux, et en 1728 fut nommé capitaine des galères de l'Ordre. En 1748, il règle l'affaire du navire amiral turc, capturé par son équipage et conduit à La Valette. Il le fait racheter par le roi, et rendre au Turc.
Ambassadeur de son Ordre à la cour de Prusse et à la cour de Louis XV de 1741 à 1755, il meurt à Paris le 26 août 1766.